# Phytotaxa
Phytotaxa is een peer-reviewed wetenschappelijk tijdschrift voor snelle publicatie over elk aspect van systematische plantkunde. Het tijdschrift publiceert een breed scala aan onderwerpen, maar richt zich met name op nieuwe soorten, monografieën, flora's, herzieningen, recensies en typeproblemen. Phytotaxa heeft betrekking op alle planten die vallen onder de International Code of Nomenclature for algae, fungi, and plants (ICN of ICNafp), een wetboek dat de wetenschappelijke namen van algen, schimmels en planten regelt.
Het tijdschrift is in 2009 opgericht door Maarten Christenhusz en het eerste nummer verscheen in oktober 2009. Auteurs hebben de mogelijkheid om open access te publiceren.

## Abstraheren en indexeren
Het tijdschrift is geabstraheerd en geïndexeerd in Science Citation Index Expanded, Current Contents/Agriculture, Biology & Environmental Sciences (Landbouw, biologie en milieuwetenschappen) en BIOSIS Previews.